# Ilja Ivaška
Ilja Ivaška (bělorusky: Илья Ивашко, Ilja Ivaško, * 24. února 1994 Minsk) je běloruský profesionální tenista. Ve své dosavadní kariéře na okruhu ATP Tour vyhrál jeden turnaj ve dvouhře, když triumfoval na Winston-Salem Open 2021. Na challengerech ATP a okruhu ITF získal sedm titulů ve dvouhře a tři ve čtyřhře.
Na žebříčku ATP byl ve dvouhře nejvýše klasifikován v červnu 2022 na 40. místě a ve čtyřhře v srpnu 2016 na 340. místě. Trénuje ho Daniel Navarro Molina. Dříve tuto roli plnili Vladimir Volčkov a Jose Checa-Calvo.
V běloruském daviscupovém týmu debutoval v roce 2016 utkáním prvního kola 2. skupiny zóny Evropy a Afriky proti Egyptu, v němž vyhrál pětisetovou bitvu s Mohamedem Safwatem. Přispěl tak k vítězství Bělorusů 3:1 na zápasy. Do roku 2023 v soutěži nastoupil k devíti mezistátním utkáním s bilancí 9–7 ve dvouhře a 0–3 ve čtyřhře.

## Tenisová kariéra
V rámci hlavních soutěží dvouhry událostí okruhu ITF debutoval v říjnu 2010, když na turnaj v rodném Minsku obdržel divokou kartu. V úvodním kole podlehl krajanu Fedoru Dudčikovi. Premiérový titul na challengerech si odvezl z Portorože, kde ve finále čtyřhry přehráli s krajanem Sergejem Betovem chorvatskou dvojici Tomislav Draganja a Nino Serdarušić. Prvního singlového finále na challengerech dosáhl v červenci 2016 v italské Recanatě. V semifinále porazil Jevgenije Donskoje a z boje o titul odešel poražen od Ukrajince Illji Marčenka. Průnik mezi dvě stě nejlepších tenistů žebříčku ATP zaznamenal 1. srpna 2016 po postupu do semifinále astanského challengeru.
Ve dvouhře okruhu ATP World Tour debutoval soutěží nejvyšší grandslamové kategorie, když do mužské dvouhry US Open 2016 prošel po zvládnuté tříkolové kvalifikaci. V ní na jeho raketě zůstali Argentinec Nicolás Kicker, Američan Ryan Shane a Němec Matthias Bachinger. V úvodním kole však nenašel recept na Španěla Pabla Carreña Bustu po třísetovém průběhu.
Do finále na okruhu ATP poprvé postoupil v srpnu 2021 na Winston-Salem Open. V něm jasně přehrál Švéda Mikaela Ymera a získal první titul. Tím se stal běloruským šampionem na túře ATP od roky 2003, kdy Max Mirnyj zvítězil na Rotterdam Open. Bodový zisk jej posunul na nové kariérní maximum, 53. místo žebříčku.

## Finále na okruhu ATP Tour
| Legenda                   |
| D – dvouhra; Č – čtyřhra  |
| Grand Slam (0)            |
| Turnaj mistrů (0)         |
| ATP Tour Masters 1000 (0) |
| ATP Tour 500 (0)          |
| ATP Tour 250 (1–0 D)      |

### Dvouhra: 1 (1–0)
| Stav  | č. | datum          | turnaj                       | povrch | soupeř ve finále | výsledek |
| ----- | -- | -------------- | ---------------------------- | ------ | ---------------- | -------- |
| Vítěz | 1. | 28. srpna 2021 | Winston-Salem, Spojené státy | tvrdý  | Mikael Ymer      | 6–0, 6–2 |

## Tituly na challengerech ATP a okruhu Futures
| Legenda                |
| ---------------------- |
| Challengery (4 D; 1 Č) |
| Futures (3 D; 2 Č)     |

### Dvouhra (7 titulů)
| č. | datum          | turnaj              | povrch    | soupeř ve finále | výsledek           |
| -- | -------------- | ------------------- | --------- | ---------------- | ------------------ |
| 1. | 12. října 2013 | Šymkent, Kazachstán | tvrdý     | Ivan Anikanov    | 6–3 7–5            |
| 2. | 9. dubna 2016  | Karši, Uzbekistán   | tvrdý     | Jurabek Karimov  | 6–3, 1–6, 6–1      |
| 3. | 16. dubna 2016 | Buchara, Uzbekistán | tvrdý     | Temur Islamov    | 6–1, 6–1           |
| 1. | červen 2017    | Fergana, Uzbekistán | tvrdý     | Nikola Milojević | 6–4, 6–3           |
| 2. | březen 2018    | Šen-řen, Čína       | tvrdý     | Čang Ce          | 6–4, 6–2           |
| 3. | říjen 2020     | Istanbul, Turecko   | tvrdý     | Martin Kližan    | 6–1, 6–4           |
| 4. | listopad 2020  | Ortisei, Itálie     | tvrdý (h) | Antoine Hoang    | 6–4, 3–6, 7–6(7–3) |

### Čtyřhra (3 tituly)
| č. | datum          | turnaj              | povrch    | spoluhráč       | soupeři ve finále                   | výsledek         |
| -- | -------------- | ------------------- | --------- | --------------- | ----------------------------------- | ---------------- |
| 1. | 15. srpna 2015 | Minsk, Bělorusko    | tvrdý     | Jegor Gerasimov | Vladimir Užylovskij Artur Dubinskij | 6–3, 6–4,        |
| 2. | 22. srpna 2015 | Minsk, Bělorusko    | tvrdý     | Jegor Gerasimov | Daniil Medveděv Č'-čen Čang         | 6–3, 6–1         |
| 3. | 13. srpna 2016 | Portorož, Slovinsko | tvrdý (h) | Sergej Betov    | Tomislav Draganja Nino Serdarušić   | 1–6, 6–3, [10–4] |